# Marguerite Moreau
Marguerite Moreau (ur. 25 kwietnia 1977 w Riverside) – amerykańska aktorka.

## Filmografia
- 1994: Potężne Kaczory 2 jako Connie Moreau
- 1995: Uwolnić orkę 2 jako  Julie
- 1996: Potężne Kaczory 3 jako Connie Moreau
- 2002: Królowa potępionych  jako Jesse Reeves
- 2002: Podpalaczka 2 jako Charlene „Charlie” McGee
- 2003: Ława przysięgłych jako  Amanda Monroe
- 2004: Miasto gangów jako Jessica Epstein
- 2004: Helter Skelter  jako Susan 'Sadie' Atkins
- 2004–2005: Life As We Know It jako Monica Young
- 2015: Wet Hot American Summer: First Day of Camp jako Katie